# Galina Tolmacheva
Galina Tolmacheva (Rusia; 15 de febrero de 1895 - Chacras  de Coria, Mendoza, Argentina; 16 de febrero de 1987) fue una actriz, traductora y directora teatral rusa naturalizada argentina de amplia trayectoria artística.

## Carrera
Después de ser discípula del genial Konstantín Stanislavski y ser primera actriz con el director Theodore Komisarjevsky, su marido, huye de Moscú con el Ejército Blanco vencido por la revolución bolchevique en 1917 y en Belgrado encabeza y dirige un elenco de rusos emigrados. 

## Emigración
Considerada como una de las grandes formadoras teatrales en Argentina, Tolmacheva viajó a este país en 1925; residió durante dos décadas en Buenos Aires y a partir de 1948 en la Provincia de Mendoza. 
En Buenos Aires edita el periódico El ruso en la Argentina como jefa del partido monárquico revolucionario. En 1927 adquiere la nacionalidad argentina. Cuando estalla la Segunda Guerra Mundial viaja a París como corresponsal de guerra. Luego en 1947, ya de regreso en Buenos Aires, publica Creadores del teatro moderno y funda el Teatro de los Actores y la Escuela Dramática de la Fundación Universitaria para Estudios Teatrales, siendo su directora. 
En 1948 es contratada por la Universidad Nacional de Cuyo para fundar y dirigir la Escuela Superior de Arte Escénico, de la que también es profesora; con los egresados dirige el Teatro de Cuyo, que fue el primer teatro universitario del país. En 1949, cuando llegó de Austria Hedy Crilla, difundió masivamente el sistema Stanislavsky, con quien Galina Tolmacheva había trabajado brevemente en Moscú y cuyo "método" no pudo aprobar (véase su "Ética y creación del actor"). Tolmacheva prefirió la enseñanza de Fiodor Komisarjevsky, con quien poco después se casó y en cuyo teatro se desempeñó como primera actriz. Komisarjevsky fue en Londres profesor de Laurence Olivier y de Vivien Leigh, entre otros. 
En 1951 la Universidad le edita "Ética y creación del actor, ensayo sobre la ética de Konstantin Stanislavsky". Realiza varias giras con sus alumnos por el interior del país.
En 1955 abandona Mendoza por razones de política universitaria y se instala en Mar del Plata donde dirige la Escuela Dramática del Teatro A.B.C. De regreso en Mendoza se dedica a traducir y editar autores clásicos rusos. Ya en 1950 la editorial Sudamericana había dado a conocer su versión del "Teatro completo" de Anton Chéjov. En 1958 la misma editorial le publica el "Teatro completo" de Pushkin, y también en Sudamericana aparece "La muerte de Iván Ilich y otros cuentos" de León Tolstoi. (Foppa 1961; 657. De Diego 1973. Cortese 1998).
A lo largo de sus años de labor como docente formó a grandes personalidades del medio artístico como Nina Cortese, quien le profesaba una profunda admiración, volcada más tarde en su libro Galina Tolmacheva o el teatro transfigurado, publicado por el Instituto Nacional del Teatro, Buenos Aires, 1998.  También formó a los primeros actores Dora Prince, Marcelo Lavalle, Aldo Braga y el escritor Fernando Lorenzo,
También tradujo dos tratados místicos rusos: las "Memorias de un peregrino ruso (Bs. As. 1963), que narra la historia de un caminante que repetía incesantemente una breve oración al ritmo de los latidos del corazón, y "Palabra del bienaventurado Serafín de Sarov" (Bs. As. 1965), opúsculo que recoge las enseñanzas relativas a la vida espiritual de uno de los santos más venerados de la Iglesia Ortodoxa Rusa.  
.
Según supo decir sobre su labor como docente:

"La misión de la escuela es la de entregar al joven artista el mayor conocimiento posible de su arte para que enriquezca su saber y pueda desarrollar libremente su talento sirviéndose de lo aprendido. Ayudar al artista a encontrarse consigo y no meterlo en un molde: tal es la gran misión, casi siempre desnaturalizada, de la escuela".

## Tragedia y fallecimiento
En 1987, un día después de su cumpleaños número 93, su marido Konstantin von Schoultz, hallándose ambos muy ancianos y desvalidos, decidió, con el consentimiento de su esposa, poner fin a la vida de ambos: le disparó un tiro e hizo luego lo mismo consigo. Tolmacheva había padecido un accidente cerebrovascular que le afectó el habla y la movilidad. Su marido la atendía en todo el momento hasta el día del fatal desenlace en la casa donde habitaban ambos en Chacras de Coria. El hecho fue caratulado como un pacto suicida.